# ناداب
ناداب  (به عبری: נָדָבנָדָב)یا ناداو دومین پادشاه اسرائیل یا اسرائیل شمالی است. او پسر و جانشین یربعام بوده‌است.

## سلطنت
ناداب در سال دوم پادشاهی آسا در یهودیه به سلطنت می‌رسد و نزدیک به دو سال سلطنت می‌کند. ویلیام آلبرایت سلطنت او را از ۹۰۱ تا ۹۰۰ پیش از میلاد دانسته ولی ادوین تیله از ۹۱۰ تا ۹۰۹.
در دومین سال سلطنتش، در حالیکه جبتون، یکی از شهرهای کنعان در منطقهٔ فلسطین را محاصره کرده بودند، توطئه ای در سپاهش رخ می‌دهد و توسط یکی از فرماندهانش به نام بعشا کشته می‌شود. بعشا سپس خود را پادشاه اسرائیل معرفی می‌کند.